# 精武風雲·陳真
《精武風雲·陳真》是一部2010年的香港電影，由劉偉強執導，甄子丹、舒淇、黃秋生、黃渤主演。

## 劇情
電影《精武風雲·陳真》延續《精武門》的情節，講述甄子丹飾演的陳真並未真的死亡，而是逃亡歐洲，參戰以方便匿藏，後逃回上海當間諜，再次對抗日本人、破壞日本人的陰謀。

## 演員
| 演員     | 角色                                 |
| 甄子丹   | 陳真 (領銜主演)                      |
| 舒 淇    | (領銜主演)                           |
| 黃秋生   | 劉禹天 (領銜主演)                    |
| 黃 渤    | 黃昊龍 (領銜主演) (粵語配音：杜汶澤) |
| 霍思燕   | 唯唯                                 |
| 周揚     | 齊芷珊                               |
| 木幡龍   | 力石猛                               |
| AKIRA    | 佐佐木                               |
| 張頌文   | 文仔                                 |
| 余文樂   | 曾將軍                               |
| 倉田保昭 | 力石剛                               |
| 呂曉霖   | 邱婷                                 |
| 馬躍     | 卓將軍                               |
| 陳佳佳   | 雲子                                 |
| 馬蘇     | 卓夫人                               |
| 劉濤     | 報社副社長                           |
| 黃小蕾   | 舞女                                 |

## 外部連結
- 香港影庫上《夜行俠陳真》的資料（繁體中文）
- 開眼電影網上《陳真：精武風雲》的資料（繁體中文）
- 豆瓣电影上《精武风云·陈真》的資料 （简体中文）
- 时光网上《精武风云·陈真》的資料（简体中文）
- AllMovie上的资料（英文）
- 爛番茄上的資料（英文）
- Box Office Mojo上的資料（英文）
- TCM电影资料库上的资料（英文）
- Metacritic上的資料（英文）
- 互联网电影数据库（IMDb）上的资料（英文）